# 重型轟炸機

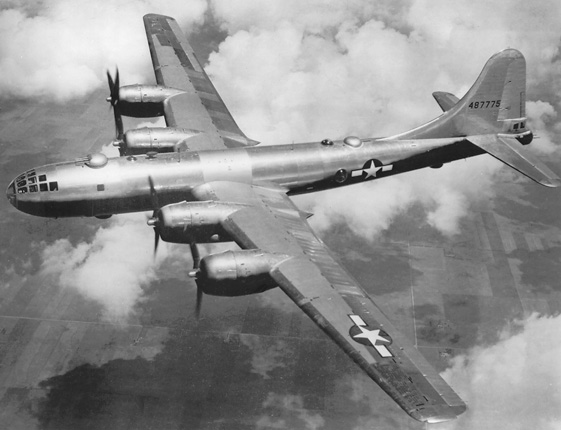
B-29超级堡垒重型轟炸機

重型轰炸机（英語：Heavy bomber）通常是指該某個轟炸機在當時具有最大的有效載荷（通常是指炸彈的裝載量）和航程。因此，重型轰炸机在任何時間相對都是相當強大的军用飞机。20世纪上半叶，重型轰炸机逐漸被战略轰炸机給取代，戰略轟炸機往往规模较小，但是卻能够运载核子武器。
在航天设计和工程（尤其是在航空發動機和空气动力学）的進步下，重型轟炸機能夠在增加機體大小的狀況下，使有效載荷以更好的比率增加。第一次世界大战最大的轟炸機，是由德國齊柏林-斯塔肯公司所設計生產，具有四具發動機，可以携带最多4,400英磅（2,000） 的炸弹。在第二次世界大战中期，一架单引擎的战斗轰炸机就可以携带2,000-英磅（910-） 的炸弹，逐漸取代輕中型轰炸机的战术轟炸角色。四具引擎的飞机设计越來越進步，也讓重型轟炸機能夠擁有更大的有效載荷，飛行到數千公里外的目標。例如， 蘭開斯特轟炸機（西元1942年型）的有效載荷為14,000英磅（6,400）（有时甚至能达到22,000磅/10,000公斤），航程為 2,530英里（4,070）。B-29 （1944年）的有效载荷更是超过 20,000英磅（9,100），航程為3,250英里（5,230）。 到了1960年代初，使用喷气式發動機的波音B-52同温层堡垒轟炸機，時速可达650英里每小時（1,050每小時），為蘭開斯特轟炸機的一倍以上，有效载荷為 70,000英磅（32,000），作戰半径為 4,480英里（7,210）。
二戰期间，由於大量生产的技术，讓大量具有長航程的重型轟炸機使用於战略轰炸。在西元1945年8月，美国陸军航空军的一架B-29在廣島和長崎投下原子弹，對二次世界大戰的終結具有相當大的影響力。
核武器和导弹的出現，永久地改变了军事航空和战略。西元1960年代，洲际弹道导弹和彈道導彈潛艇开始取代重型轰炸机在核子战略的位置。随着更准确的精确制导武器 （智能炸弹）和核子空對地导弹，能夠讓更小的飞机攜帶更強大的武器，这些技术的进步，使得以重型轟炸機為戰略、戰術中心的想法在20世紀末逐漸消失。尽管如此，重型轟炸機在二戰後的若干區域衝突中被用于提供常規武器（例如，使用於越戰的B-52轟炸機）。
現今依舊在使用重型轰炸机的國家只剩下美國、俄羅斯和中華人民共和國。

## 一戰
第一个重型轰炸机原先的设计其實是一款民航机。伊戈尔·西科斯基，設計了世界上第一款重型轟炸機"伊利亞·穆羅梅茨"，西元1916年6月，該機自基輔飛行到1000公里外聖彼得堡，中途仅着陆一次。西元1914年八月，当时的俄罗斯-波尔特車厂，使用英國Sumbeam汽車公司十字军V8引擎，來取代原先用於民航機的德製引擎並改裝成轟炸機。西元1914年，一个擁有十架伊利亞·穆羅梅茨轰炸機的中隊，對位於東線的德国軍隊進行空襲，到了西元1916年夏天，該中隊持有的此型轟炸機數量增加到了二十架。伊利亞·穆羅梅茨轟炸機装備了九挺自衛机枪，其中一挺安裝在尾翼。 伊利亞·穆羅梅茨轰炸机的翼展僅較二次世界大戰的蘭開斯特轟炸機短上幾英吋，但前者的攜彈能力卻僅有後者的3%。
亨德利·佩奇 O/100型轟炸機，借鑑了許多西科斯基的設計和技術，該型與伊利亞·穆羅梅茨尺寸相近，使用兩具劳斯莱斯鹰式发动机，可攜帶最多2,000磅（910） 炸彈。O/100型轟炸機在一戰初始時開始進行設計，其設計目的是為了英國皇家海軍要擊敗位於基爾、甚至被稱為"飛機的血腥癱瘓者"的德意志帝國公海艦隊。 於西元1916年晚期服役，並駐紮於法國敦克爾克附近，被用於日間襲擊海上目標，曾損傷過一艘德國驅逐艦。在損失一架O/100型轟炸機後，該型被轉為夜間轟炸機。
亨德利·佩奇 O/400型使用了功率更大的發動機，最多可携帶1,650磅（750） 的炸弹，約40架的該型飛機被西元1918年4月新成立的英國皇家空军所使用，並對德國鐵路和工業目標進行戰略轟炸。 一架O/400型轟炸機被用来協助阿拉伯的劳伦斯和西奈和巴勒斯坦戰役。
德意志帝國空軍使用了戈塔汽車公司的多種轰炸机。戈塔G.IV轟炸機自西元1917年春天，佔領比利時後開始投入使用。在西元1917年5月，戈塔G.IV轟炸機也被用於數次襲擊倫敦的行動。
自西元1917年開始，德国的飞机公司製造了一些大型的轟炸機，统称为巨人機（德語：Riesenflugzeug）。大多数型號都僅生產了幾架，很多甚至都沒有進入軍隊服役。其中數量最多的是齐柏林-斯塔肯 R.VI轟炸機，總共有13架投入服役，並參與了轰炸俄羅斯和伦敦的任務：總共四架被擊毀，六架在著陸時失事。R.IV轟炸機比二戰時德國空軍的任何一款標準轟炸機還要大。
维克斯·维梅轟炸機，具长航程的重型轰炸机，使用两具劳斯莱斯鹰式發動機，可攜帶超過一噸重的炸彈，被新成立的英國皇家空军所使用，但由於法国與德國簽定了貢比涅停战協定，而無法看見其使用於一戰中。該機型的設計目的，是轟炸在其航程範圍內德國西部鐵路和工業目標。维克斯·維梅轟炸機在英國人约翰·科克駕駛、亚瑟·布朗導航下，於西元1919年6月14日，自聖約翰斯紐芬蘭島起飛，抵達愛爾蘭克利夫登，創下首次不落地橫越大西洋的創舉。

## 战略轰炸机理论
在一戰和二戰之间，航空理論固定在两个原则。第一是"轰炸机总是会突破" ，由於當時缺乏雷達等效率較佳的方式來偵側來襲的轟炸機，僅能靠偵察機巡邏來防止敵方轟炸機突破，如果這道薄弱的攔截網沒有起作用，導致發現敵方轟炸機時也通常是陸上單位用肉眼發現，此時要讓戰鬥機起飛攔截也來不及了。在後來，新的雷达技术和单翼战斗机的出現才改善了這些問題。此後在二戰中，轟炸機依舊進行轟炸任務，但常在没有精心规划的任務和护航战斗机的情況下，遭受令人無法接受的損失。僅有蚊式輕型轰炸机的速度足夠來躲避战斗机的追擊。重型轰炸机先天上速度就較慢，因此需要防御武器的保护，並减少了他们的有效载荷。
第二个原則是，战略轰炸敵方工業區、发电廠、炼油厂和煤矿就可以赢得一场战争。这一原則在对日本城市的燃燒轰炸和西元1945年8月對廣島和長崎的原子彈攻擊受到重視，對日本脆弱的住房和家庭手工业造成徹底性的破壞，嚴重損害日本工业生产(见空袭日本)。但這在二戰期間其實相當少見，盟軍轰炸德国期間，照理說德國的工業生產應該出現下滑，然而事實上德國的工業生產不減反增。
德国空军的主要任务是支援陸軍，因此从未开发一个成功的重型轰炸机。战略轰炸理論的主要支持者，德国空军参谋长瓦爾特·韋佛，於西元1936年死于空难。韋佛去世後，恩斯特·乌德特，將德國空軍的研究發展方向更改為俯冲轰炸机 ，而不是前者的戰略轟炸機。

## 第二次世界大战期間
西元1939年9月，法國和英國正式對德宣戰，但是當時的英国皇家空军並没有任何重型轰炸机。哈利法克斯轟炸機和蘭開斯特轟炸機，原先都是設計作為双引擎轟炸機，但是被快速重新设计成四引擎轟炸機，使用劳斯莱斯梅林引擎並匆忙投入使用。哈利法克斯轟炸機於1940年11月配置給多個英軍的航空中隊，並於1941年3月11日投入對勒阿弗爾的夜間轟炸，是哈利法克斯轟炸機第一次用於作戰，同時也是第一次正式飛行。英国的重型轰炸机通常設計有三个炮塔，總共安裝8挺机枪。在西元1941年1月，斯特林轟炸機配發於英國皇家空軍的數個航空中隊。他是以桑德蘭水上飛機為基礎而設計，並使用同樣的布里斯托大力士徑向引擎、机翼、驾驶舱和上部机身。它能攜帶14,000磅（6,400） 的炸弹，几乎是B-17轟炸機的兩倍多，但航程僅有 300-英里（480-） 。由于它的又厚又短的機翼，它能不被德国主要夜间战斗机給追上，如梅塞希密特 Bf110或容克斯Ju88。但是較厚的機翼也導致斯特林的極限飛行高度只有 12,000英尺（3,700米），代表他容易在編隊飛行時被敵方戰鬥機所針對；在投入使用的頭五个月中，84架斯特林就有67架不是被擊落就是墜毀後報廢。
由于没有英国重型轰炸机， 美国陆军航空兵團租借了20架B-17轟炸機給英國皇家空軍， 並於西元1941年7月使用於日間襲擊威廉港和布雷斯特的任務。兩次的任務通通以失敗收尾，總共有8架B-17被擊落或因引擎問題而墜毀，該年9月，英國皇家空軍將其改為夜間轟炸機使用。經過實戰證明，B-17C還沒有準備好上戰場，僅有五挺機槍的防禦武器過於薄弱。
英軍將這些問題反馈給波音的工程师以改進飞机；1942年7月，B-17E的第一架模型機在英國的機場开始運作，E型具有更多的防御機枪，其中包括一个至关重要的尾翼機枪。最終美國的重型轟炸機設計，著重改善編隊飛行，有10挺或更多的机枪和機炮，並安裝在可使用动力或手動操作的炮台，並提供弧形的防禦火力網。最终，一架B-17G型總共使用了13挺機槍。
美國陸軍航空兵轟炸了德國什文福的一間滚珠轴承工廠兩次，第一次在西元1943年8月17日，總共230架B-17轟炸機，和兩個月後，使用291架轟炸機的第二次什文福突袭，該工廠受到些微的損害，但是進行攻擊的轟炸機隊卻受到严重损傷，在第一次轟炸任務結束後，總共損失36架B-17，第二次轟炸任務則損失77架。兩次任務中，共有850飞行员死亡或被捕获；僅有33架B-17完好無缺的返回駐地。
B-24轟炸機和其后的改進版本攜帶了更多種類防御武器，並装於斯佩里球型槍塔。这是一个設計相當良好的防御武器，可以左右旋轉360度和上下90度瞄準。其使用的連裝M2機枪的有效射程達到1,000碼（910）。最早期的買主為法国(在秋季法國淪陷後轉移給了英國皇家空軍)和英国，只有一批共36架的B-24轟炸機交給了美國陸軍航空軍。
美國陸軍航空軍和英國皇家空軍都沒有判斷出初始設計是適合轟炸的，它最初用於各種VIP運輸和海上巡邏任務。然而，它的長航程最終說服了美國空軍於西元1943年8月1日，自利比亞的班加西派遣了177架B-24，在潮汐行動中轟炸了羅馬尼亞的油田。因导航错误，并驚動了德軍高射炮部隊和戰鬥機，只有一半返回了賽普勒斯的皇家空軍基地，也有部分的B-24降落在土耳其，而降落在土耳其的B-24和乘組員皆被土耳其拘留。只有33架B-24是完好无损的返回基地。而受到襲擊的炼油厂很快的被修复，且石油生产实际上不減反增
西元1942年十月，一个新的福特汽车公司工厂在密西根Willow Run開始組裝B-24，使B-24成為美國史上生產最多的飛機。南非空軍在西元1944年的华沙起义使用B-24空投武器和彈藥給當地反抗軍。
曼彻斯特轟炸機原先設計為使用24缸劳斯莱斯秃鷹引擎的雙引擎轟炸機，但是迅速重新设计成使用四具劳斯莱斯梅林引擎，由于勞斯萊斯禿鷹引擎的技术问题導致曼徹斯特轟炸機相當的不可靠，因此也很快的被英國空軍退役。在西元1942年，重新設計的轟炸機被命名為蘭開斯特，並交付給英國空軍某個中隊，它可以攜帶14,000磅（6,400）炸弹，或者經過特別修改後达到 22,000磅（10,000） 。兰开斯特的只有一個龐大的炸弹倉，因此，蘭開斯特轟炸機可攜帶重達十噸的大满贯炸彈。
巴恩斯·沃利斯，维克斯公司飛機首席副設計師，花了很多时间思考可能缩短战争的戰爭武器。在看著她的女兒打水漂後，靈機一動，開始設計他的彈跳炸弹和飛行鱼雷。两个版本的弹跳炸弹被投入发展：一個是被稱為"小酒杯"、被用于针对船舶，成功吸引了英国海军部的目光，並資助他研究這個項目。另一個是1,280磅（580）的飞行鱼雷，其中一半是使用鋁末混合鱼雷炸藥，它是专门开发來擊沉停泊在特隆赫姆峡湾魚雷網後的鐵必制戰艦。由於巴恩斯的另個一個發明－彈跳炸彈，兩個重達5吨的高腳櫃炸弹，在西元1942年11月12日由蘭開斯特轟炸機从高度 25,000英尺（7,600米） 處投擲，炸彈以接近超音速的速度擊中了鐵必制號。保养(Upkeep)－更大號的彈跳炸彈，被用来破坏默訥河和艾達的水壩。
西元1945年三月和四月，歐陸戰爭結束前夕，蘭斯開特轟炸機投下了大滿貫和高腳櫃炸彈，擊中了德國U型潛艇和德國北部的高架火車軌道。在比勒費爾德超過 100碼（91） 的铁路桥被大滿貫炸彈造成的地震波摧毀了地基而倒塌。
B-29超级空中堡垒為B-17堡壘型轟炸機发展而來，較大的機體设计讓B-29可以使用四具萊特R-3350雙旋风引擎來獲得更大的動力，使它能飞得更高、更快，进一步增加炸弹装载。庞大的新型萊特径向引擎相當容易过热，且容易發生故障和技术问题，導致B-29的投入服役的日程被大大推延。B-29有四个可远端操作的双機枪炮台在其机身上，並通过一个模拟计算机瞄准系统來進行操控；一個操作員可以使用任何一個圓形機槍砲塔，只有尾翼砲塔必須由尾翼炮手在飛機後方用手动控制來操控。
B-29最初部署到於能夠到達日本進行轟炸的印度和中國基地，但是要將補給物資飛越喜马拉雅山脉等地，帶到遙遠且原始的機場是相當麻煩的。西元1944年7月9日，塞班島被美軍拿下，以提供太平洋空军基地並用來轰炸日本城市。最初在日間高空使用高爆炸弹對日本的轟炸成效不佳，轰炸机被改為使用於低空夜間燃燒彈轟炸，但低空和夜間轟炸不是它們原来设计的使用方式(B-29只有一個变型－B-29B，是特别更改為对低海拔的夜晚轟炸機，並移除了其他武器装备和部分设备)。日本的木造房屋在B-29的燃烧弹 轟炸下熊熊燃燒，西元1945年8月6日，B-29艾諾拉·蓋號在廣島投下「小男孩」原子弹。三天后，B-29博克斯卡号在長崎投下另一顆原子彈－「胖子」。西元1945年8月15日，日本宣布無條件投降，西元1945年9月2日，同盟國和日本政府隨後签署降伏文書，二戰正式結束。

## 第二次世界大战后
第二次世界大战后，战略轰炸机 的名稱出現並投入使用，指飞机可以搭載航空器武裝在遠距离敌后目標執行任務。他们彌補了战斗轰炸机航程短、彈藥負荷能力低的缺點，並廣泛使用於战术轟炸。后来这些飛機被更細部的分類為打擊机、攻击机 和多用途戰機。
西元1950年，韓戰爆發，美國空軍曾使用日間轟炸機攻擊北韓的補給線。聯合國軍隊的B-29从日本出發前往南韓支援。但是自蘇聯前往朝鲜军队的補給部隊在物理上和政治上都是無法觸碰的，除此之外，在北韓也沒有值得進行轟炸的戰略目標。苏联指导的北韓部队很輕易的就擊敗南韓军队並快速挺進。 由於從日本基地到北韓的距離對護航戰鬥機來說太大了，因此B-29必須獨自飛行。同年11月，由蘇聯飛行員駕駛的米格15戰鬥機開始在北韓上空攔截美軍轟炸機。米格15是专门设计來攔截可攜帶核武器的美國轟炸機，攜帶核武器的美國轟炸機可能出现在任何聯合國空軍的战斗部署，直到F-86軍刀戰鬥機開始大量投入生產並抵達南韓。在28架B-29被擊毀後，它們被限制只在晚上摧毁北韓的補給路线，包含鸭绿河上通往中国的橋樑。
西元1960年代，重型轰炸机已經無法和洲际弹道导弹在核戰略上匹敵，更准确的精确制导武器 ("智能炸弹")、搭載核子彈頭的导弹 或炸弹能够由更小型的飞机，例如战斗轰炸机或多用途戰機來攜帶。尽管这些技术创新和新能力使用在其他現代军机上，大型的战略轰炸机例如 B-1、B-52和B-2依舊在幾個軍事衝突中以地毯式轰炸的角色中被使用。最為人所知的案例即美国空军B-52同温层堡垒轟炸機在西元1960和70年代初期的越战被大量投入使用。
西元2010年，新削減戰略武器條約由美國和俄羅斯正式簽訂，並定義了重型轟炸機的兩個構成特點：
- 航程大于 8,000（5,000英里）
- 可配備长距離、可攜帶核彈頭的"空中发射的巡航导弹（英语：Air-launched cruise missile）"－为一種空对地巡航导弹。

## 值得注意的重型轰炸机

### 一戰
- 卡普羅尼 Ca.4轟炸機
- 卡普罗尼 Ca.5轟炸機（英语：Caproni Ca.5 (1917)）
- 亨德利佩奇O型轟炸機（英语：Handley Page Type O）
- 亨德利佩奇 V/1500型轟炸機（英语：Handley Page V/1500）
- 戈塔G.IV轟炸機
- 戈塔G.V轟炸機（英语：Gotha G.V）
- 伊利亚·穆羅梅茨
- 维克斯-维梅轰炸机
- 齊柏林-斯塔肯R-VI轟炸機

### 两次世界大战期间
- 卡普罗尼 Ca.90轟炸機
- F.220式轟炸機
- 费尔雷 亨頓轟炸機（英语：Fairey Hendon）
- 亨德利佩奇 海福特轟炸機（英语：Handley Page Heyford）
- 亨利佩奇 辛納伊迪轟炸機（英语：Handley Page Hinaidi）
- B-2秃鹰（英语：Curtiss B-2 Condor）
- 容克斯Ju89
- 三菱Ki-20（英语：Mitsubishi Ki-20）
- 图波列夫TB-3
- Pe-8轟炸機
- 加里宁K-7

### 第二次世界大战期間
- 蘭開斯特轟炸機
- 曼徹斯特轟炸機
- MB.162（英语：Bloch MB.162）
- B-17轟炸機
- B-24轟炸機
- B-29 超級堡壘轟炸機
- B-32 統治者轟炸機（英语：Consolidated B-32 Dominator）
- 多尼爾 Do 19轟炸機（英语：Dornier Do 19）
- 多尼爾 Do 317轟炸機（英语：Dornier Do 317）
- 哈利法克斯轟炸機
- He 177轟炸機
- 亨克爾 He 274轟炸機
- 連山轟炸機
- Pe-8轟炸機
- 比雅久 P.108轟炸機（英语：Piaggio P.108）
- 斯特林轟炸機
- 道格拉斯 XB-15（英语：Boeing XB-15）
- 道格拉斯 XB-19（英语：Douglas XB-19）

### 冷战
- 林肯式轟炸機（英语：Avro Lincoln）
- 火神式轟炸機
- 勝利者式轟炸機
- 維克斯勇士轟炸機（英语：Vickers Valiant）
- B-1槍旗兵戰略轟炸機
- B-36和平締造者轟炸機
- B-58行動家轟炸機（英语：Convair B-58 Hustler）
- B-47轟炸機
- B-50超級堡壘轟炸機
- B-52同溫層堡壘轟炸機
- M-4重錘轟炸機
- 圖-4轟炸機
- Tu-16轟炸機
- Tu-95轟炸機
- Tu-160戰略轟炸機
- 轰-6轰炸机

### 冷战后
- B-2幽靈戰略轟炸機
- B-21戰略轟炸機
- PAK-DA戰略轟炸機
- 轰-20戰略轟炸機

## 延伸閱讀
- 2037轰炸机
- B-21
- 下一代轰炸机
- 长程轰炸計畫（英语：Long Range Strike Bomber program）
- 轟-20